# Robert Žák
Robert Žák (* 6. Mai 1966 in Strakonice) ist ein ehemaliger  tschechischer Fußballspieler und jetziger Fußballtrainer.

## Spielerkarriere
Robert Žák begann seine Profikarriere in der Saison 1987/88 bei Slavia Prag. Anfang 1991 wechselte der Mittelfeldspieler zum SKP Spartak Hradec Králové, nach nur einem halben Jahr zog er weiter zum portugiesischen Erstligisten FC Penafiel. Im Oktober 1991 kehrte er nach Hradec Králové zurück, bestritt dort nur ein Spiel und ging zum SK České Budějovice. Dort absolvierte Žák insgesamt 39 Erstligaspiele.
Im Sommer 1994 wechselte er zum FC Příbram in die 2. Liga. Nach der Zusammenarbeit zwischen dem FC Příbram und Dukla Prag spielte Žák 1996/97 für die ehemalige Armeemannschaft und verhalf ihr zur Rückkehr in die Gambrinus Liga. Daraufhin wechselte er zum FK Ústí nad Labem, der allerdings wegen finanzieller Probleme noch vor Beginn der 2. Liga aus dem Wettbewerb ausgeschlossen wurde. In der Rückrunde der Saison 1997/98 spielte Žák für den FC Bohemians Prag und beendete anschließend mit 32 Jahren seine Laufbahn.

## Trainerkarriere
Robert Žák arbeitete von 1998 bis 2004 als Co-Trainer bei Marila Příbram. In der Saison 2004/05 bekam er in České Budějovice eine Chance als Cheftrainer. Er übernahm die Mannschaft vor dem 9. Spieltag von Pavel Tobiáš, sie stand mit nur fünf Punkten auf dem drittletzten Platz. Žák konnte diese Bilanz nicht verbessern und musste nach dem 20. Spieltag František Cipro Platz machen. Er hatte nur sieben Punkte geholt und übergab die Mannschaft auf dem letzten Tabellenplatz.
In der Saison 2006/07 war Robert Žák Leiter der Jugendabteilung beim FK Siad Most, zur Saison 2007/08 übernahm er als Cheftrainer die Erstligamannschaft, nachdem der bisherige Coach Zdeněk Ščasný nicht mit der neuen Vereinspolitik identifizieren konnte. Im Mai 2009 wurde Žák in Most von seinen Aufgaben entbunden, zur Saison 2009/10 übernahm er den FK Bohemians Prag in der Gambrinus Liga. Dort wurde er allerdings bereits im August 2009 entlassen. Zur Saison 2010/11 übernahm Žák das Traineramt beim FK Litvínov.